# 8400 Tomizo
8400 Tomizo eller 1994 AQ är en asteroid i huvudbältet som upptäcktes den 4 januari 1994 av den japanska astronomen Takao Kobayashi vid Ōizumi-observatoriet. Den är uppkallad efter Okamoto Tomizo.
Den tillhör asteroidgruppen Eunomia.